# Miguel Ángel Sánchez Muñoz
Miguel Ángel Sánchez Muñoz (Madrid, 30 de outubro de 1975) é um treinador e ex-futebolista profissional espanhol que atuava como meia. Atualmente comanda o Girona.

## Carreira como jogador
Rayo Vallecano
Miguel começou a carreira no Rayo Vallecano, em 1992.
Almería CF
Em julho de 1996, foi emprestado para o Almería CF.
Real Murcia
Ao fim da temporada 03/04, foi vendido para o Real Murcia. 
Málaga CF
Foi emprestado ao Málaga CF no início de 2005.
Rayo Vallecano
Em janeiro de 2006, acertou seu retornou ao time de Vallecas.
Aposentadoria
Anunciou o fim de sua carreira em julho de 2012, aos 36 anos. 

## Carreira como treinador
Rayo Vallecano
Em 2017, após trabalhar por quatro anos como coordenador de formação do clube, foi efetivado como técnico do Rayo Vallecano, sagrando-se campeão da La Liga 2 na mesma temporada.
SD Huesca
Em 1 de junho de 2019, foi anunciado como novo técnico do SD Huesca, e novamente, na mesma temporada, se tornou campeão da segunda divisão espanhola.
Girona FC
Assumiu o Girona em julho de 2021, levando o clube a elite do futebol espanhol, na mesma temporada. 
Na temporada 22-23, alcançou com o time a 10° colocação da liga, mas fez história na temporada seguinte, vencendo grandes clubes do país como o Atlético de Madrid e o Barcelona, e lutando na parte de cima da tabela.

## Estatísticas como treinador
Atualizadas até 16 de julho de 2024
| Clube          | Período   | Jogos | Vitórias | Empates | Derrotas | Aproveitamento |
| -------------- | --------- | ----- | -------- | ------- | -------- | -------------- |
| Rayo Vallecano | 2017–2019 | 89    | 34       | 23      | 32       | 46.82%         |
| SD Huesca      | 2019–2021 | 64    | 24       | 16      | 24       | 45.83%         |
| Girona FC      | 2021–     | 133   | 68       | 25      | 40       | 57.39%         |

## Títulos
Rayo Vallecano
- La Liga 2: 2017–18

Huesca
- La Liga 2: 2019–20

### Prêmios individuais
- Treinador do ano de La Liga: 2023–24